# Sunrise Records
Sunrise Records war ein US-amerikanisches Jazz und Rhythm-and-Blues-Plattenlabel, das von 1947 bis 1949 bestand.
Das in New York City ansässige unabhängige Label Sunrise Records wurde im April 1947 von Leonard Evans gegründet. Es produzierte in der zweiten Hälfte der 40er Jahre Schallplatten für den afroamerikanischen Markt; dort erschienen vor allem Jazz- und Rhythm-and-Blues-Aufnahmen von Al Hibbler (dem früheren Bandsänger im Duke Ellington Orchestra), Mercer Ellington, Earl Hines, Milt Larkin, Johnny Hartman, Curley Hamner und Johnny Hodges sowie Gospelmusik. Das finanziell mit dem Label Miracle Records verbundene Unternehmen befand sich in 307 Lenox Avenue. Die frühen Aufnahmen des Labels wurden von Mercer Ellington produziert, der dafür sorgte, dass bei vielen Aufnahmen Musiker aus Duke Ellingtons Band zum Zuge kamen. Auch besaßen Ellington selbst, Dr. Arthur Logan, Ellingtons persönlicher Arzt, und der Schallplattenproduzent Mayo „Ink“ Williams Anteile an der Firma.  Nach dem finanziellen Ende der Firma (dem wenige Monate das der Firma Miracle folgen sollte), übernahm Leonard Chess die Rechte an den Aufnahmen, meist die Al Hibbler-Schallplatten, die dann auf einer 10-inch-LP 1956 von Argo Records wiederveröffentlicht wurden. Die Johnny Hodges-Titel wurden von Mercer Ellington für sein Mercer-Label übernommen und später an Bob Weinstocks Label Prestige Records verkauft.
Das Label Sunrise Records ist nicht zu verwechseln mit dem gleichnamigen Sublabel von Victor Records, das Anfang der 1930er Jahre bestand.

## Weblink
- Diskographie des Labels bei 78discography